# Gilbert Tsimi Evouna
Gilbert Tsimi Evouna, est un haut fonctionnaire et homme politique camerounais, né à Oyom-Abang (Yaoundé VII) en 1944.

## Parcours
Fonctionnaire du ministère de l’Urbanisme et de l’Habitat, il devient de 1987 à 2005 adjoint au Délégué du gouvernement auprès de la communauté urbaine de Yaoundé. En 2005, il succède à Nicolas Amougou Noma à la tête de la Communauté urbaine de Yaoundé. Il conserve ce poste jusqu'en 2020, alors qu'est mis en place l'élection du maire, par les conseillers d'arrondissement.
En décembre 2020, il est élu comme premier président du conseil régional de la région Centre.

## Distinctions
- Grand officier de l'ordre de la Valeur